# 造物主樂團
造物主（英語：Kreator）是一支來自德國埃森的鞭擊金屬樂團，於1982年組成。他們的音樂風格與索多瑪、毀滅及大啤酒杯這三支同胞樂團類似。儘管他們從2001年專輯《暴力革命》後的音樂變得更加複雜與旋律化，仍與索多瑪和毀滅並稱為「德意志三大鞭金」（有時稱作條頓鞭擊金屬或條頓三鞭）。他們也是幫助死亡金屬和黑金屬流派開拓的主要樂團之一。與此同時，他們在全球已銷售出超過200萬張唱片，是歷來最暢銷的德國鞭擊金屬樂團之一。
造物主的音樂風格多年來幾經變化，他們受到毒液的影響，一開始是以速度金屬的風格演奏。之後演變為鞭擊金屬，1992到1999年間轉變為工業金屬與歌德金屬，2000年後回歸典型的鞭擊金屬風格，一直持續到現今。迄今為止，造物主已經發行了14張錄音室專輯、3張迷你專輯、2張現場專輯、5張影像作品和3張精選輯。他們在全球鞭擊金屬界擁有大量的樂迷，並且是世界上第一支與主流廠牌簽約的鞭擊金屬樂團（1988年與史詩唱片簽約）。然而，造物主成為主流廠牌旗下的樂團之後，專輯並未獲得商業成功。一直到2012年發行《敵基督的幻覺》和2017年發行續作《殘暴之神》時，才在許多國家的專輯排行榜上獲得較佳名次，《殘暴之神》更奪下德國官方排行榜冠軍。

## 歷史

### 組建與早期（1982 - 1986年）
1982年，樂團最初以「暴君」為名於德國埃森成立。創團陣容為主唱兼吉他手麥爾·帕卓沙、鼓手尤爾根·賴爾及貝斯手羅柏·菲歐雷蒂。他們很快就把團名改為「折磨者」並且錄製了兩張試聽帶。1985年，樂團與噪音唱片簽約。由於當時匈牙利也有一支叫做「折磨者」的黑金屬樂團，而且有許多歌曲也叫做〈折磨者〉，成員發覺這個詞彙太常見了，在唱片公司提議下，他們改名為「造物主」，同時也設計出樂團標誌。在十天內，樂團完成了錄音，於1985年10月發行首張專輯《無盡痛楚》，意外獲得地下音樂圈內的好評。隨後，樂團找來索多瑪吉他手麥可·沃爾夫支援首次的巡迴演出。
麥可在樂團裡待了一段日子，儘管他獲得認可，他還是沒有參與新專輯的錄音。之後，樂團招募了約爾格·吉比亞托斯基擔任吉他手。1986年8月，發行迷你專輯《仇恨大旗》。11月1日，發行第二張專輯《殺戮之樂》，名稱靈感來自恐怖電影《死亡真面目》。這張專輯受到多數樂評認為是鞭擊金屬的經典之作，而且也對死亡金屬的發展有巨大影響力。該專輯的唱片製作人由哈里斯·約翰斯擔任，他曾製作過索多瑪、萬聖節和軍隊總督的專輯。《殺戮之樂》成為當年金屬界中聲音最厚重、速度最快的專輯之一，同時也展現樂團在技術上的成長。歌曲〈仇恨大旗〉成為他們演唱會的必唱曲之一，造物主也成為最有發展潛力的歐洲金屬樂團之一。在約爾格加入後，樂團正式完成了四人編制，開始了歐洲和美國的巡迴演唱會，總計五十場（在《殺戮之樂》發行之前，他們總共只演出過五次）。

### 知名度攀升（1987 - 1991年）
1987年2月11日，造物主發行第三張專輯《絕對駭人》，它常被視為是他們的高品質作品，因為專輯中的編曲更為複雜，節奏也更為多變。這張專輯出現了另一首熱門歌曲〈浮世鏡〉，樂團受歡迎的程度持續增長，他們製作了〈毒害人類〉的音樂錄影帶，獲得在美國音樂電視頻道MTV上輪播的機會。他們花費了更多的時間與金錢（來源是演唱會）來錄製另一張迷你專輯《超越黑暗...走入光明》。
1988年，設廠於柏林的噪音唱片將造物主的唱片權益讓渡給史詩唱片，成了世界上第一支在主流廠牌旗下的鞭擊金屬樂團，造物主也飛往美國洛杉磯錄音，重金找來曾製作麥加帝斯、附魔者、核子攻擊、死神、黑暗天使等樂團的知名製作人藍迪·伯恩斯協助。1989年6月19日，發行第四張專輯《極限侵略》，延續上一張專輯的進步，這張專輯展現樂團在音樂上仍不斷成長，並擁有更好的製作品質，席捲了歐洲的重金屬音樂圈。同時，新專輯中出現了樂團第一波代表作，包括〈極限侵略〉和〈背叛者〉，歌曲的音樂錄影帶也登上MTV台的招牌金屬樂節目《甩頭客舞廳》強力放送。樂團在專輯發行後展開大量的演唱會，包括與驗屍官和自殺傾向一起在北美巡迴，以及各個音樂節的表演，使造物主在歐洲以外的地區大大擴展了知名度。
同樣在1989年，德國導演湯馬斯·沙德製作了一部關於造物主的紀錄片（該片關注於德國魯爾區重金屬音樂在社會層面的影響），片名以造物主的家鄉阿爾滕內森命名為《鞭擊阿爾滕內森》（阿爾滕內森是位於埃森北方的郊區）。此刻，吉他手約爾格離開了樂團。1990年，前索多瑪的吉他手法蘭克·布萊克菲爾入替。唱片公司要求樂團開始計畫下張專輯的錄製，雖然樂團在許多場演出後感到疲憊而抗拒，公司卻說：「誰管你們，你們就是要去錄，因為錄音室已經幫你們訂好了！」，因此成員在非常緊迫的情況下錄製新作品。1990年11月6日，發行第五張專輯《昏厥的靈魂》。這張專輯不像前作那樣受到讚賞，許多評論認為他們像是在趕進度，而且老調重彈。主唱麥爾後來表示，當時有需多細節沒有精力去做修正。即使如此，銷售量和樂團人氣還是維持得很不錯，〈無情烈日〉以及〈江湖騙子〉也成為熱門作品。

### 音樂實驗（1992 - 2000年）
1990年開始，傳統鞭擊金屬在市場上式微，榮景不再。其他知名的鞭擊金屬樂團如金屬製品、炭疽都改變了音樂方向，來爭取更多的商業成功。而造物主在倉促下推出《昏厥的靈魂》後又進行了巡迴演唱會，使筋疲力竭的成員萌生抗拒唱片公司和樂迷期待的想法，他們想要在下一張作品中嘗試偏向死亡金屬和工業金屬，並更積極的參與到後期製作中，而不只是前期錄音的部分而已。
1992年10月26日，發行第六張專輯《革新》，他們實驗性的走向死亡金屬和工業金屬。雖然這張作品獲得更多新樂迷、更多商業取向的聽眾喜愛，但是過往的資深樂迷卻對他們改變音樂風格的做法感到失望. 並指責樂團此舉是「背離原先的音樂理念」。造物主一向以優秀的現場演出聞名，而此次因為加入工業音樂要素的關係，許多資深樂迷也因為感到失望，使得宣傳新專輯的巡迴演唱會票房低迷，讓樂團付出了代價。
緊接著，由於樂團先前許下至南美洲巡迴演出的承諾，然而兌現的壓力讓成員們感到壓力沈重，也間接導致他們的體力與創造性都已消耗殆盡。與此同時，樂團開始分崩離析，創團貝斯手羅柏表示想著重於家庭而離開了樂團。新任貝斯手是沒有錄製經驗的安德烈斯·赫茲。1994年，創團鼓手尤爾根因意見不合離開樂團，創始成員剩下主唱麥爾，鼓手位置由喬·康格洛西接任。1995年，安德烈斯退出，改由克里斯蒂安·吉斯勒擔任吉他手，史詩唱片也在此時決定不再與造物主續約。樂團改簽給槍械唱片。由於新鼓手非常出色，於是樂團嘗試回到最初兇猛的音樂風格，他們飛到洛杉磯錄音。同年7月，發行第七張專輯《戰爭原則》，音樂風格明顯受到潘特拉和機械頭等蠱戮金屬的影響，雖仍有工業音樂的元素，但與上一張專輯相較之下，稍微恢復了樂團原本粗麻的音樂特色。
1996年，吉他手法蘭克和鼓手喬退出。驗屍官主要的前成員湯米·威特利接任了吉他手，令人驚喜的是，麥爾找回了創團鼓手尤爾根。樂團持續進行實驗風格，在1997年7月22日發行第八張專輯《棄子》、1999年4月20日發行第九張專輯《冷血漢子》。這兩張作品都受到哥德搖滾和氛圍音樂影響，並運用音樂取樣和音樂迴圈等電子音樂常見的音樂手法，甚至可以發現主唱麥爾也少量嘗試使用不同演唱風格，同時也保留了上一張專輯受蠱戮金屬影響的風格。然而專輯的銷售量卻日趨下滑，在1990年代中期，樂團面臨成立以來的聲勢谷底以及最嚴重的商業挫敗。雖然團長麥爾表示對此並不在意，他說：「對我們而言，所謂的成功並不是以專輯銷量定義的，每張專輯對我們自己來說都是非常成功的，因為我們已經達到過去所努力的目標」。樂團改與SPV公司簽約。

### 回歸早期路線（2001 - 2009年）

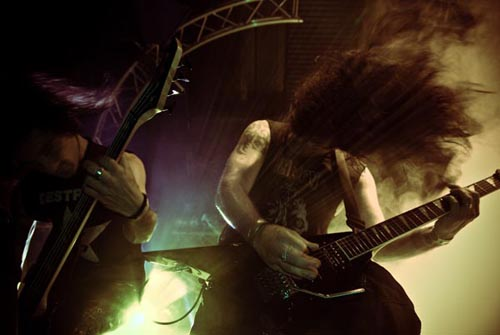
2007年在挪威表演的造物主。

2001年，由於曾是驗屍官主要前成員的湯米習慣於掌控樂團事務，與麥爾產生意見分歧而退出，之後吉他手由薩米·利·錫尼奧入替，因為他是個優秀且積極的樂手，對樂團發展十分有益，所以受到麥爾的招募。2001年9月25日，發行第十張專輯《暴力革命》，樂團在這張專輯裡回歸早期的鞭擊金屬風格，即使還是包含了很多旋律以及所謂的哥登堡金屬風格的即興重覆段，但還是受到樂迷與評論家的讚揚。巡迴也非常非常成功，並且使造物主博得年輕世代的金屬樂迷歡迎。2003年6月23日，發行現場專輯《創世紀》及影像作品《創世紀：重返榮耀》。2005年1月10日，發行第十一張專輯《神的敵人》，該專輯更加強調哥登堡金屬的影響。2006年10月27日，發行特別編輯的重發版《神的敵人：重製版》。2006年初，造物主與死亡汽油彈、超完美謀殺案及不死之身一起展開北美巡迴演出。2008年，原訂與鑽石國王、枯葉之眼和塞拉得樂團一起進行巡迴演出，但是因為鑽石國王因故退出而取消。
2008年3月28日，發行影像作品《投降的節奏》，以收錄過去現場演出的精華片段為主軸，裡面有《東柏林現場》和《迷幻幽靈》這兩張過去只發行VHS版本，而且一直都沒有再版的現場錄影專輯。7月，樂團開始在錄音室為下一張新作展開工作，他們又回到實驗性的嘗試，完全使用類比訊號來製作專輯，只有電吉他獨奏的部分有經過修飾。2009年1月13日，發行第十二張專輯《混沌軍團》，它是造物主第一張成功打進美國的專輯，登上告示牌二百強專輯榜第165名。1月23日，樂團展開混沌歐陸巡迴演唱會，同行的樂團包括卡利班樂團、懾魂史詩以及事故閘門。2009年4月，樂團在北美展開第二次宣傳《混沌軍團》的巡迴演出，同行的樂團包括出埃及、貝爾芬格、戰爭凶器與享樂主義。2009年底，尤爾根因為個人因素無法演出，由馬可·明尼曼短暫支援鼓的演奏。與此同時，樂團的唱片東家SPV公司宣告破產。

### 《敵基督的幻覺》與《殘暴之神》（2010年 - 至今）

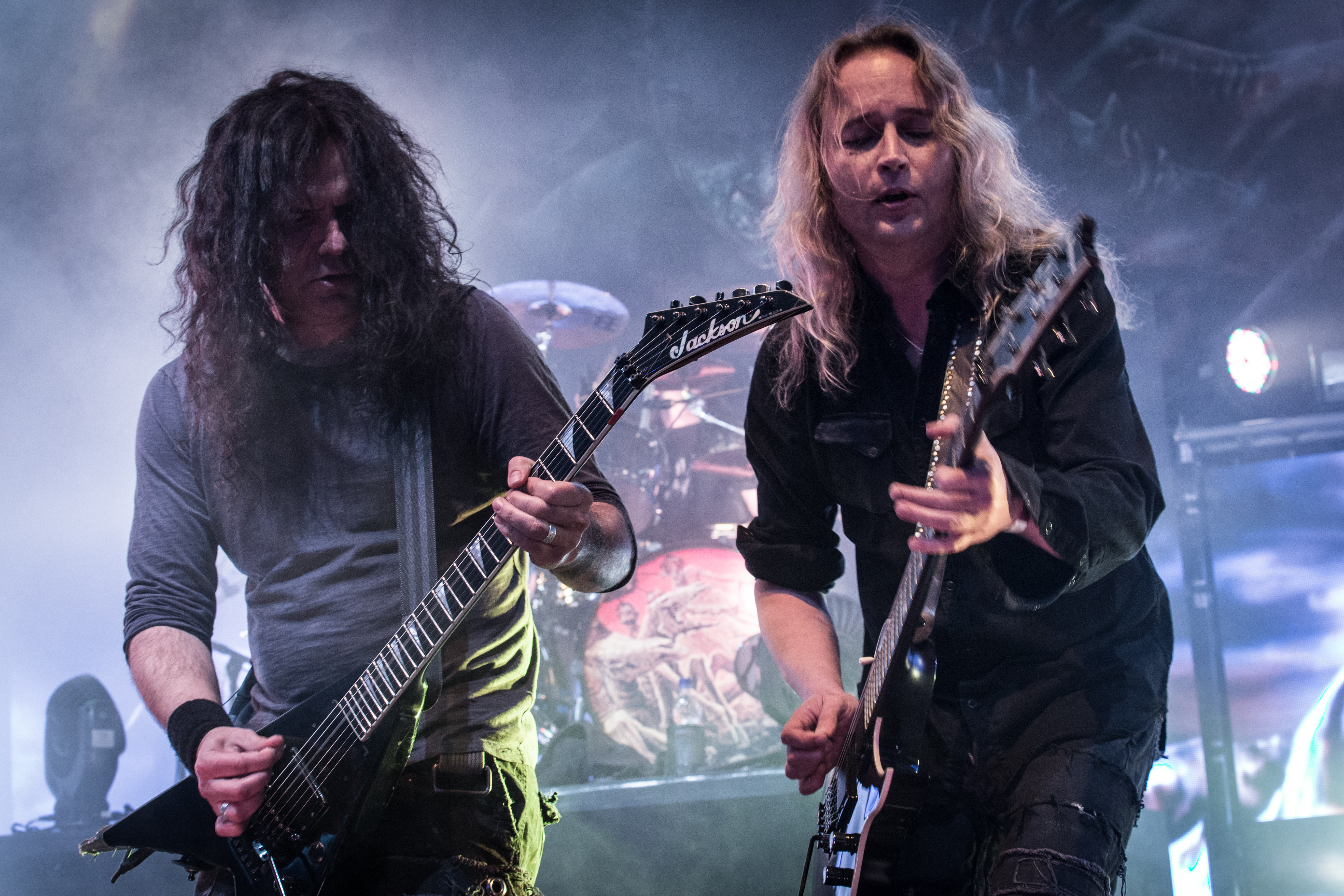
2015年在德國表演的造物主。

2010年初，造物主與核爆唱片簽約，3月份至北美舉行樂團的二十五周年紀念演唱會。2010年底，樂團與出埃及、死亡天使及自殺天使一起舉行了鞭金音樂節。2012年6月1日，發行第十三張專輯《敵基督的幻覺》，登上美國告示牌二百強專輯榜第130名，專輯更加複雜和進步的音樂，獲得許多樂迷和評論家的好評。
樂團與同廠牌的容一起在北美巡迴了將近一個月，名為條頓恐攻2012巡迴之旅，由芬蘭的吞食太陽暖場。2012年11月28日，樂團發表〈文明崩潰〉的音樂錄影帶。
2017年1月27日，發行第十四張專輯《殘暴之神》，獲得普遍好評，登上美國告示牌二百強專輯榜第118名，並且是他們成立以來第一張奪下德國官方排行榜冠軍的作品。為了宣傳新專輯，造物主於2至3月展開歐洲巡迴演唱會，同行的樂團包括神碑、撒旦之作與夭折樂團，3至4月與訃告一同巡演。
《殘暴之神》發行三個月後，麥爾提到後續的專輯時說：「也許我們應該與不同的製作人合作，也許我們應該到別的國家錄音，也許我們應該創作一些更加重金屬或更全面的鞭擊金屬音樂。無論如何，我們都覺得不斷嘗試是最重要的，時間會證明一切」。

## 成員列表
| - 麥爾·帕卓沙 – 主唱、吉他（1982年 - 至今） - 尤爾根·賴爾 – 鼓、和聲（1982 - 1994年，1996年 - 至今） - 克里斯蒂安·吉斯勒 – 貝斯（1994年 - 至今） - 薩米·利·錫尼奧 – 吉他（2001年 - 至今） - 羅柏·菲歐雷蒂 – 貝斯（1982 - 1992年） - 約爾格·吉比亞托斯基 – 吉他（1986 - 1989年） - 法蘭克·布萊克菲爾 – 吉他（1989 - 1996年） - 安德烈斯·赫茲 – 貝斯（1992 - 1994年） - 喬·康格洛西 – 鼓（1994 - 1996年） - 湯米·威特利 – 吉他（1996 - 2001年） | - 麥可·沃爾夫 – 吉他（1986年，1993年逝世） - 巴格斯·雷特威茲 – 貝斯（1988年） - 馬可·明尼曼 – 鼓（2009年） |

## 作品
參見主條目：造物主樂團作品列表
| - 無盡痛楚（1985年10月） - 殺戮之樂（1986年11月1日） - 絕對駭人（1987年2月11日） - 極限侵略（1989年6月19日） - 昏厥的靈魂（1990年11月6日） - 革新（1992年10月26日） - 戰爭原則（1995年7月） - 棄子（1997年7月22日） - 冷血漢子（1999年4月20日） - 暴力革命（2001年9月25日） - 神的敵人（2005年1月10日） - 混沌軍團（2009年1月13日） - 敵基督的幻覺（2012年6月1日） - 殘暴之神（2017年1月27日） - 憎恶所有（2024年6月22日） - 創世紀（2003年7月22日） - 生死邊緣（2013年8月30日） | - 暴力場景（1996年3月19日） - 墮落之聲 – 90年代回顧（1999年4月4日） - 前世的創傷（1985 - 1992）（2000年12月26日） - 東柏林現場（1990年） - 迷幻幽靈（1991年） - 創世紀：重返榮耀（2003年7月1日） - 投降的節奏（2008年3月28日） - 生死邊緣（2013年8月30日） - 仇恨大旗（1986年8月） - 超越黑暗...走入光明（1988年8月） - 釋放暴力（2016年12月23日） |

## 外部連結
- 官方网站
- 造物主樂團的Facebook專頁
- 造物主官方Youtube頻道 （页面存档备份，存于）